# Tagehri
Die Tagehri, auch als Mal bezeichnet, war ein Schweizer Flächen- und Ackermass. Sie entsprach einem Tagwerk beim Pflügen in hügeligem Gelände. Genutzt wurde das Mass im St. Galler Rheintal. Die Tagehri war kleiner als die Juchart im Mittelland. Mit der Einführung des metrischen Systems 1877 wurde das Mass abgeschafft.
- 1 Tagehri = 17,38 Aren